# Почетни прозвища в Русия
Почетните прозвища са традиция в Руската империя от XV век.
Тя е аналогична на подобна практика в Древен Рим и Западна Европа за добавяне към фамилните имена на почетни прозвища, обикновено по географски обект и/или свързани с военни или други заслуги. Използвани отначало за няколко средновековни князе, по-късно почетните прозвища са формализирани и са давани официално като знак на високо отличие – в някои случаи пожизнено, а в други с право на наследяване.

## Списък
- Невски (XV век) – Александър Ярославич (1221 – 1263), за Невската битка
- Донски (XVI век) – Дмитрий Иванович (1350 – 1389), за Куликовската битка недалеч от Дон
- Ижорски (1707) – Александър Меншиков (1673 – 1729), за управлението му на Ижорската земя
- Чесменски (1770) – Алексей Орлов (1737 – 1807), за Чешменската битка
- Кримски (1775) – Василий Долгоруков (1722 – 1782), за завладяването на Крим
- Задунайски (1775) – Пьотър Румянцев (1725 – 1796), за успешното пресичане на Дунав
- Таврически (1787) – Григорий Потьомкин (1739 – 1791), за завладяването на Кримското ханство
- Римникски (1789) – Александър Суворов (1730 – 1800), за битката при Римник
- Закомелски (1790) – Иван Мелер (1725 – 1790), за обсадата на Очаков
- Италийски (1799) – Александър Суворов (1730 – 1800), за Италианския поход
- Михайловски (1800) – Иван Данилевски (1751 – 1807), по Михайловския замък
- Смоленски (1812) – Михаил Кутузов (1745 – 1813), за военните действия в Смоленска губерния
- Измаилски (1816) – Степан Пугачовски (1781 – 1825), за участие в обсада на Измаил
- Верни (1826) – Иван Шервуд (1798 – 1867), за разкриването на заговора на декабристите
- Еривански (1828) – Иван Паскевич (1782 – 1856), за превземането на Ереван
- Забалкански (1829) – Иван Дибич (1785 – 1831), за пресичането на Стара планина
- Варшавски (1831) – Иван Паскевич (1782 – 1856), за потушаването на Полското въстание
- Карски (1855) – Николай Муравьов (1794 – 1866), за превземането на Карс
- Амурски (1858) – Николай Муравьов (1809 – 1881), за установяването на границата с Китай по река Амур
- Костромски (1866) – Осип Комисаров (1838 – 1892), за осуетен атентат срещу императора, по родната му Костромска губерния
- Тяншански (1906) – Пьотър Семьонов (1827 – 1914), за изследванията на планината Тяншан
- Тринадцатий (1907) – Константин Иванов (1872 – 1933), за отличаването му в битката в Корейския проток, по служебния му номер
- Туркестански (1914) – Пьотър Кауфман (1857 – 1926) и Алексей Кауфман (1861 – 1934), за завладяването на Туркестан от чичо им Константин фон Кауфман
- Кримски (1920) – Яков Слашчов (1885 – 1929), за отбраната на Крим от комунистите